# Dimitar Angelov
Dimitar Stoyanov Angelov (27 de setembro de 1904 - 27 de dezembro de 1977; Sofia) é professor e escritor búlgaro.
Em 1922, formou-se na Kyustendil High School e, em 1925, formou-se em Filosofia e Pedagogia na Universidade de Sófia.
Escreve ficção científica. Roteirista e diretor da Rádio Nacional da Bulgária. Ele é mais conhecido por seu único romance histórico, "Life and Death", que é um filme.

## Nota
- Димитър Ангелов